# Bandera del orgullo pansexual
La bandera del orgullo pansexual fue diseñada para que la comunidad pansexual tenga un símbolo. Su creador es Jasper. V, usuario de Tumblr que la creó y publicó en un blog privado a mediados de 2010. La bandera se usa para aumentar la visibilidad y el reconocimiento de la comunidad pansexual, y para distinguirla de la bisexualidad. También se usa para indicar que los pansexuales tienen atracciones sexuales y relaciones con personas de diferentes géneros y sexualidades. La teoría de la pansexualidad tiene como objetivo desafiar los prejuicios existentes, que pueden causar juicio, ostracismo y trastornos graves dentro de la sociedad.

## Diseño
La bandera pansexual consta de tres barras horizontales de los colores magenta, amarillo y cian. La parte cian representa la atracción sexual hacia quienes se identifican dentro del espectro masculino (independientemente su sexo biológico), el magenta representa la atracción sexual hacia quienes se identifican dentro del espectro femenino (independientemente de su sexo biológico), y la parte amarilla representa la atracción sexual hacia personas de género no binario.